# Pirelli
Pirelli & C. SpA és una important multinacional amb seu a Milà, Itàlia. És el cinquè major fabricant de pneumàtics del món. Està present en més de 160 països, compte amb 20 plantes de fabricació a tot el món i té una xarxa d'aproximadament 10.000 distribuïdors. Des de 2011 és l'únic proveïdor de neumàtics de la Formula 1.

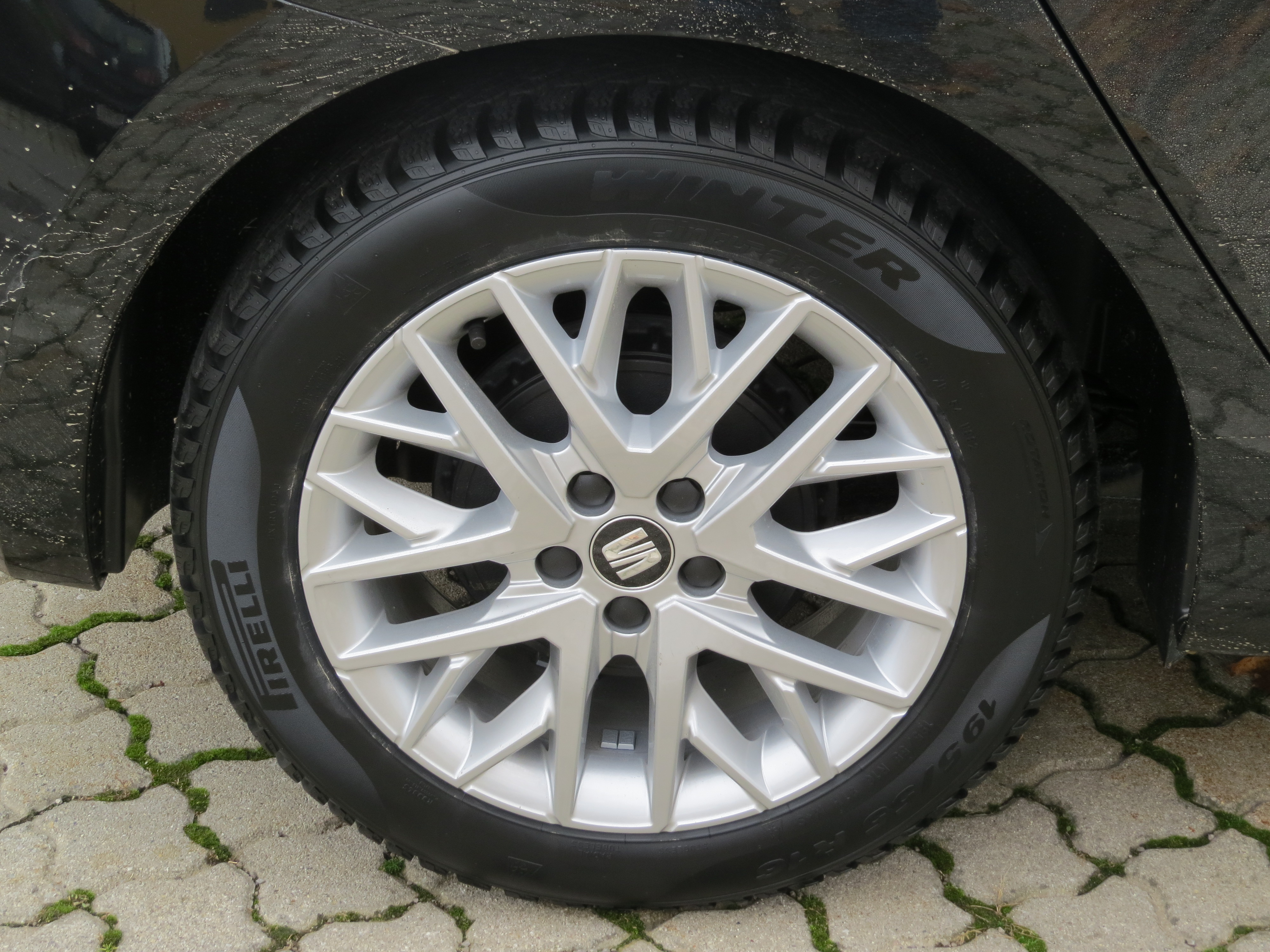
Pirelli Cinturato Winter 195/55 R 16 91 H

## A Catalunya
L'empresa mantingué un important centre de producció a Manresa, Bages, entre 1924 i 2009. En aquesta fàbrica, d'ençà de la dècada de 1960 i durant dècades s'hi fabricaren els pneumàtics de trial més preuats pels especialistes, essent muntats per tots els fabricants d'aquesta mena de motocicletes arreu del món. També els pneumàtics de motocròs Pirelli manresans tingueren una molt bona acollida.
L'empresa Pirelli arriba a Vilanova i la Geltrú l'any 1902 en un moment de decadència econòmica i social important: crisi financera, plaga de la fil·loxera, pèrdua dels mercats colonials per a les empreses tèxtils, fallida de diverses empreses ferroviàries. L'arribada de la fàbrica Pirelli significà el primer intent seriós de diversificació industrial a aquesta ciutat, després de mig segle de procés industrialitzador basat en el tèxtil. Fou la primera empresa de capital forà, avui dites multinacionals, que s'instal·lava a Vilanova. Encara establerta com a Prysmian Cables y Sistemas.

## Patrocini
En 2020, Pirelli ha passat a ser patrocinador oficial de l'equip Trek. El fins ara conegut com a Trek Segelli Sant Marco passarà a ser Trek Pirelli. 